# Сферическая теорема синусов
Сферическая теорема синусов устанавливает пропорциональность между синусами сторон a, b, c и синусами противолежащих этим сторонам углов A, B, C сферического треугольника:
{\displaystyle {\frac {\sin a}{\sin A}}={\frac {\sin b}{\sin B}}={\frac {\sin c}{\sin C}}.}
Сферическая теорема синусов является аналогом плоской теоремы синусов и переходит в последнюю в пределе малости сторон треугольников по сравнению с радиусом сферы.
Доказательство с помощью проекций.
На рисунке показан сферический треугольник ABC на сфере радиуса R с центром в точке O. BP — перпендикуляр к плоскости большого круга, проходящего через сторону b, BM — перпендикуляр к OC, BN — перпендикуляр к OA. По утверждению, обратному теореме о трёх перпендикулярах, PM — перпендикуляр к OC, PN — перпендикуляр к OA. Заметим, что угол PMB равен π — C, кроме того, BN = R sin c и BM = R sin a. Далее, проецируем BN и BM на BP, получаем:
{\displaystyle BP=BN\sin \angle BNP=R\sin c\sin A,}
{\displaystyle BP=BM\sin \angle PMB=R\sin a\sin(\pi -C)=R\sin a\sin C,}
{\displaystyle {\frac {\sin a}{\sin A}}={\frac {\sin c}{\sin C}}}
Аналогично получаем второе равенство.
Доказательство, опирающееся на уже доказанные соотношения между сторонами и углами сферического прямоугольного треугольника. Опустим из вершины C перпендикуляр CD = h на сторону с или её продолжение. Выразим h двояким образом из возникших при этом прямоугольных треугольников ACD и BCD:
{\displaystyle \sin h=\sin b\sin A=\sin a\sin B.}
Отсюда получаем пропорцию
{\displaystyle {\frac {\sin a}{\sin A}}={\frac {\sin b}{\sin B}},}
к которой аналогичным образом добавляем отношение третьей пары «сторона-угол».

## История
Теорема синусов для сферических треугольников была сформулирована и доказана в сочинениях ряда математиков средневекового Востока, живших в X веке н. э. — Абу-л-Вафы, ал-Ходжанди и Ибн Ирака. Эта теорема позволила упростить решения ряда задач сферической астрономии, которые до этого решались с помощью теоремы Менелая для полного четырёхсторонника.